# Kofidé
Kofidé est une localité de l'Extrême-Nord du Cameroun, située à proximité de la frontière avec le Tchad. Elle dépend de la commune de Touloum et du département de Mayo-Kani. 

## Géographie

### Localisation
Kofidé est relié à Touloum par la route.

## Population
Lors du recensement de 2005 la population s'élevait à 5 329 personnes dont 2 409 hommes et 2 920 femmes.
En 1969, le village comptait 1 631 personnes, principalement des Toupouri. À cette date il était doté d'une école à cycle complet et d'un marché hebdomadaire le dimanche

### Santé
Durant la décennie 1987/1997 Kofidé disposait d'un centre de santé public et de l’hôpital de district de Guidiguis à proximité.

### Aujourd'hui
L'école ainsi que le centre de santé sont toujours présents à Kofidé.
Kofidé dispose d'un lycée public général qui accueille les élèves de la 6e à la Terminale.